# حنبعل
حَنبَعل بنْ حَملقار برقا (بالبونيقية: 𐤇𐤍𐤁𐤏𐤋 𐤁𐤓𐤒، «حنبعل برقا») الشهير بـ حنا بعل أو هانيبال أو هاني بعل (247 ق.م - 182 ق.م) قائد عسكري قرطاجي ينتمي إلى عائلة برقا ولد في مدينة قرطاج التونسية، ويُنسب إليه اختراع العديد من التكتيكات الحربية في المعارك لا زالت معتمدة حتى اليوم. ويقول الجنرال الأمريكي نورمان شوارزكوف: «تعلمت الكثير من حنبعل، حيث طبقت تكتيكاته في التخطيط لحملتي في عاصفة الصحراء».
بلغ حنبعل أقصى الحدود المستحيلة لكي يهزم روما ويصبح مادة للأساطير حيث سيطر على العديد من المدن الإيطالية وحاصر روما 15 عامًا. قاد حنبعل جيوش قرطاج في الحرب البونيقية الثانية واجتاز جبال الألب حتى وصل إلى حوض نهر إلبه بإيطاليا متفوقًا على الإمبراطورية الرومانية.
تبرز عبقرية التخطيط الذي قام به حنبعل في عدة محطات، لعل أبرزها عبوره الانتحاري لجبال الألب، وأيضًا معركة كاناي، التي كلّف فيها الخيّالة بمواجهة الخيّالة الرّومانيّين، مع توجيه الأمر للمشاة بالتقهقر ثمّ تطويق المشاة الرّومانيّين، فأصبح الجيش الرّوماني محاصرًا بالجيش القرطاجيّ من كلّ الجهات، في حين تمكّن الخيّالة من الفتك بالخيّالة الرّومانيّين الذين لاذوا بالفرار، وبذلك انتصر الجيش القرطاجي.
كان أبوه حملقار برقا قائداً للقرطاجيين في الحرب البونيقية الأولى، وكان أخواه صدربعل وماجو من أعظم قادة القرطاجيين، وكان شقيقًا لزوجة القائد صدربعل العادل، وصف المؤرخون حنبعل بأنه أسوأ كوابيس روما وبكاسر هيبتها وصوّره الرومان على أنه وحش يهوى القتل وسفك الدماء. حتى أنهم عندما يخشون وقوع كارثة في جميع المجالات يقولون: (باللاتينية: Hannibal ad portas) وتعني «حنبعل على أبوابنا».
ولد حنبعل أو هاني بعل في شمال أفريقيا بمدينة قرطاج (مدينة تقع فيتونس) في عام 247 ق.م. ورافق وهو في التاسعة من عمره والده حملقار برقا إلى هسبانيا. وفي عام 221 ق.م. اختاره الجنود قائدًا بعد اغتيال صدربعل العادل زوج أخته، فتمكن من بسط نفوذ قرطاج على جزء من جنوب شبه الجزيرة الإيبيرية بما في ذلك ساغونتو، أحد المعسكرات الرومانية. لذا، فقد رأت روما ذلك خرقًا للمعاهدة التي عقدت إثر الحرب البونيقية الأولى، وطالبت بتسليمها حنبعل. وكان رفض هذا الطلب سببًا في اندلاع الحرب البونيقية الثانية بين عامي 218 ق.م و201 ق.م.
عاش حنبعل القائد القرطاجي التونسي خلال فترة من التوتر في حوض البحر المتوسط، عندما حاولت روما فرض سطوتها على القوى العظمى في المنطقة مثل قرطاجنة ومملكة مقدونيا الهلستينية وسرقوسة والإمبراطورية السلوقية. كانت أكبر إنجازاته خلال الحرب البونيقية الثانية، عندما سار بجيش يضم فيلة حربية من أيبيريا إلى شمال إيطاليا عابراً جبال البرانس وجبال الألب. في سنواته القليلة الأولى في إيطاليا، حقق ثلاثة انتصارات مثيرة في معارك تريبيا وبحيرة تراسمانيا وكاناي. وخلال 15 عامًا، احتل حنبعل معظم إيطاليا، مع ذلك اضطر إلى أن يعود لمواجهة الغزو الروماني لشمال أفريقيا. وهناك، هزمه سكيبيو الإفريقي في معركة زامة.
بعد الحرب، أصبح حنبعل حاكمًا لقرطاجنة، وعندئذ سنّ العديد من الإصلاحات السياسية والمالية ليتمكن من دفع تعويضات الحرب المفروضة على قرطاجنة لروما. كانت هذه الإصلاحات لا تحظى برضا الطبقة الأرستقراطية القرطاجية فوشت به روما، ففرضت عليه النفى. خلال منفاه، عاش في الإمبراطورية السلوقية، حيث قام بدور المستشار العسكري لأنطيوخس الثالث في حربه ضد روما. بعد هزيمة أنطيوخس، اضطر إلى قبول شروط روما، وفر هانيبال مرة أخرى إلى مملكة أرمينيا، واستقر في بيثينيا، حيث ساعدهم لتحقيق فوز بحري بارز على أسطول من بيرجامس. بعد ذلك تعرض للخيانة وكان من المفترض أن يُسلم إلى الرومان، إلا أنه آثر تناول السم الذي قيل إنه احتفظ به في خاتم لبسه لوقت طويل على أن يموت أسيرًا في يد الأعداء.
يعتبر حنبعل واحدًا من أعظم القادة العسكريين في العصور القديمة، جنبًا إلى جنب مع الإسكندر الأكبر ويوليوس قيصر وسكيبيو الإفريقي وبيروس الأيبيري وعلي بن أبي طالب وخالد بن الوليد ومحمد الفاتح. الكثير من قادة العصر الحديث أمثال نابليون بونابرت ودوق ولينجتون ومصطفى كمال أتاتورك، يعتبرون حنبعل «قائدًا استراتيجيًا موهوبًا». كما تناولت العديد من الأفلام والبرامج الوثائقية قصة حياته.
يعزى إليه المقولة الشهيرة: «إن لم أجد طريق ف سأصنعه».

## الأصل
يعود أصل حنبعل إلى عائلة من برقة، يُعتقد أنها تعود إلى مدينة قورينا (Cyrene) الواقعة في شرق ليبيا. وتشير بعض الروايات إلى أن الأسرة لم تكن من الأسر المؤسسة لقرطاج، بل كانت من أصول وافدة استقرت لاحقًا في المدينة، وبرزت داخل طبقتها السياسية والعسكرية. وتوضح المصادر أن عائلة حنبعل كانت ذات نفوذ، لكنها لم تكن من بين العائلات الحاكمة في بدايات قرطاج. وورد أن العائلة قدمت من قورينا واستقرت في قرطاج، وهو ما يرجّح أن أصل حنبعل من ليبيا، رغم نشأته وتكوينه القرطاجي. كما ذكرت بعض الدراسات أن انتشار هذه العائلة امتد منذ وقت مبكر إلى مناطق شمال إفريقيا، بما في ذلك مناطق من تونس، وهو ما يعزّز نسبه الإقليمي للمنطقة الليبية.

## نشأته

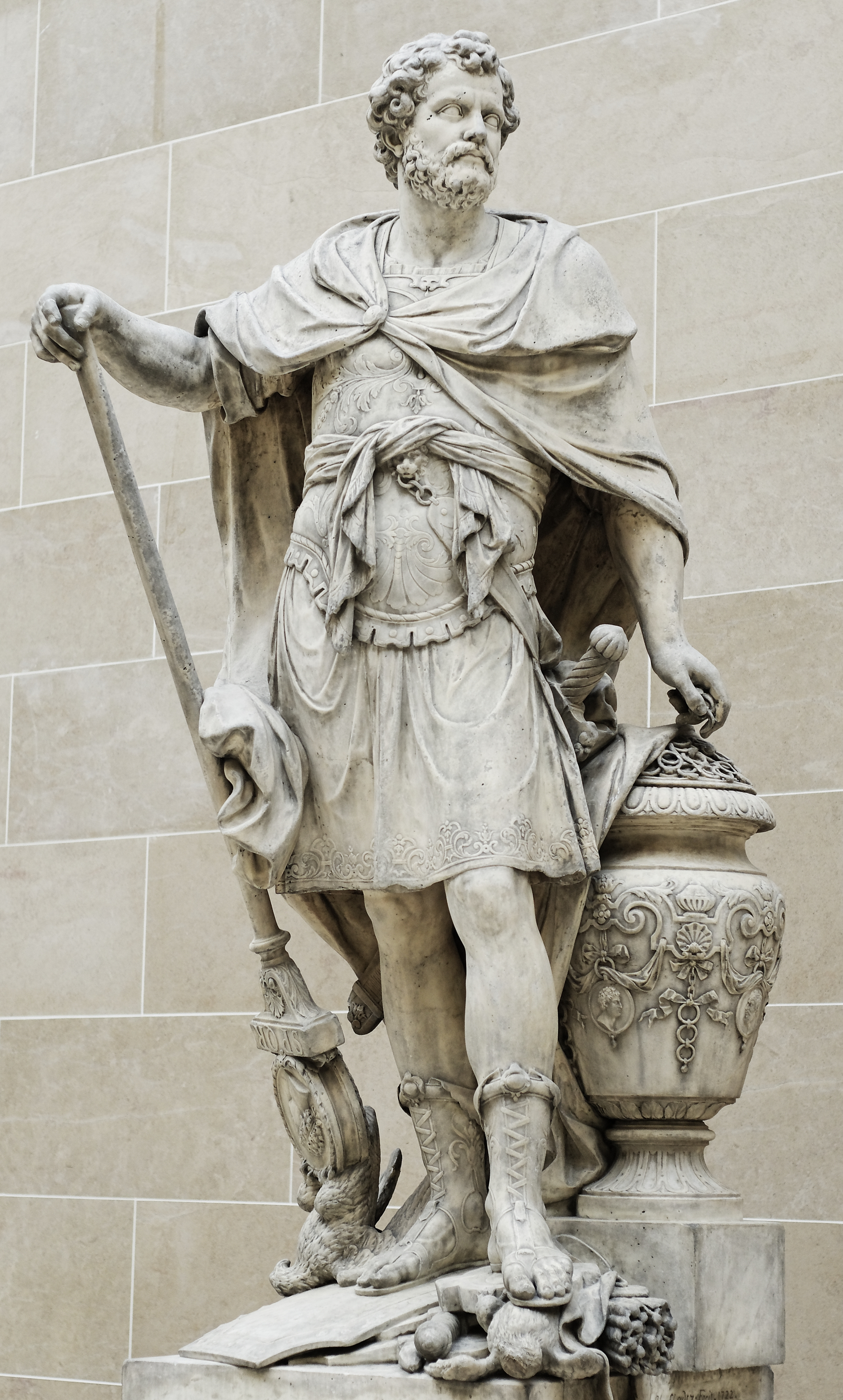
تمثال حجري لحنبعل، متحف اللوفر

كان حنبعل واحدًا من أبناء الزعيم القرطاجي أميلكار برقا أو خاملكقرت[بحاجة لمصدر] بالبونيقية (خا ملك وتعني «أخ ملك المدينة أو القرية (قرت)» وبرقا تعني الصاعقة). كان لا يزال طفلاً عندما شارك أباه وصدربعل العادل والملك النوميدي نارافاس زوجيّ شقيقتيه في الحرب ضد المرتزقة وفي الغزو القرطاجي لأيبيريا.
بعد هزيمة قرطاج في الحرب البونيقية الأولى، تفرّغ أميلكار لرعاية أسرته وتنمية ثروات الإمبراطورية. مدعوماً من قادس، بدأ أميلكار في إخضاع قبائل شبه الجزيرة الإيبيرية. كانت قرطاج في ذلك الوقت دولة فقيرة لدرجة أنها لم تتمكن من نقل قواتها عبر البحر إلى شبه الجزيرة الإيبيرية؛ بدلاً من ذلك، قاد أميلكار جيشه نحو أعمدة هرقل ونقلها عبر مضيق جبل طارق. توسّل حنبعل إلى والده للذهاب معه، وعندئذ، طلب منه والده أن يقسم بأنه لن يكون صديقًا لروما، طالما كان على قيد الحياة.
... وأثناء غزو هسبانيا، لقي والده مصرعه في المعركة، وخلفه زوج شقيقة حنبعل صدربعل العادل في قيادته للجيش، وخدم معه حنبعل كضابط تحت قيادته.
عمل صدربعل على توطيد المصالح القرطاجية في أيبيريا، فوقّع على معاهدة مع روما تنص على ألا تتوسع قرطاجنة شمال نهر أبرة، طالما لن تتوسع روما إلى الجنوب منه. كما سعى أيضا إلى تعزيز قوة القرطاجيين من خلال تقوية علاقاتهم الدبلوماسية مع القبائل المحلية. وكجزء من تلك التحالفات رتب صدربعل لزواج بين حنبعل وأميرة أيبيرية اسمها «إيميليس».
بعد اغتيال صدربعل العادل في عام 221 ق.م. اختار الجيش القرطاجي حنبعل قائداً له، وأقرت حكومة قرطاج ذلك. وبعد توليه القيادة، أمضى حنبعل عامين في تعزيز مواقعه واستكمال احتلال هسبانيا في المنطقة إلى الجنوب من نهر أبرة.
خشيت روما من تنامي قوة حنبعل في أيبيريا، التي تحالف مع مدينة ساغونتو التي تقع على مسافة كبيرة إلى الجنوب من نهر أبرة، وادعت أن المدينة تحت حمايتها. اعتبر حنبعل ذلك خرقا للمعاهدة التي وقعها صدربعل العادل مع الرومان، وقرر حصار المدينة التي سقطت بعد ثمانية أشهر. مما اعتبرته روما انتهاكا واضحا للمعاهدة، وطالبت القصاص من قرطاجنة. ونظرا لشعبية حنبعل الجارفة، لم تستنكر الحكومة القرطاجية قرارات حنبعل، عندما أعلن الحرب في نهاية العام. وعندئذ، قرر حنبعل نقل الحرب إلى قلب إيطاليا بحملة سريعة عبر هسبانيا وجنوب بلاد الغال. يقول المؤرخ الروماني تيتوس ليفيوس «سوف أروي الحرب التي علقت بالذاكرة أكثر من كل الحروب. إنها الحرب التي خاضها القرطاجيون بقيادة حنبعل ضد الشعب الروماني.ذلك أنه لم يحصل قط أن تصارعت مدن وشعوب أكثر قوة وعتادا ولم يحصل أن توفر لروما وقرطاج قدرا أكبر من القوة والعظمة. أضف إلى ذلك أن كلا من الدولتين لم تكن تجهل ما كان يقدر عليه خصمها من الناحية العسكرية ذلك أن كلتيهما أعادتا الكرة بعد أن قيمتا بعضهما خلال الحرب البونية الاولى.» 

## الحرب الحنبعلية
مقال رئيسي: حرب بونيقية ثانية

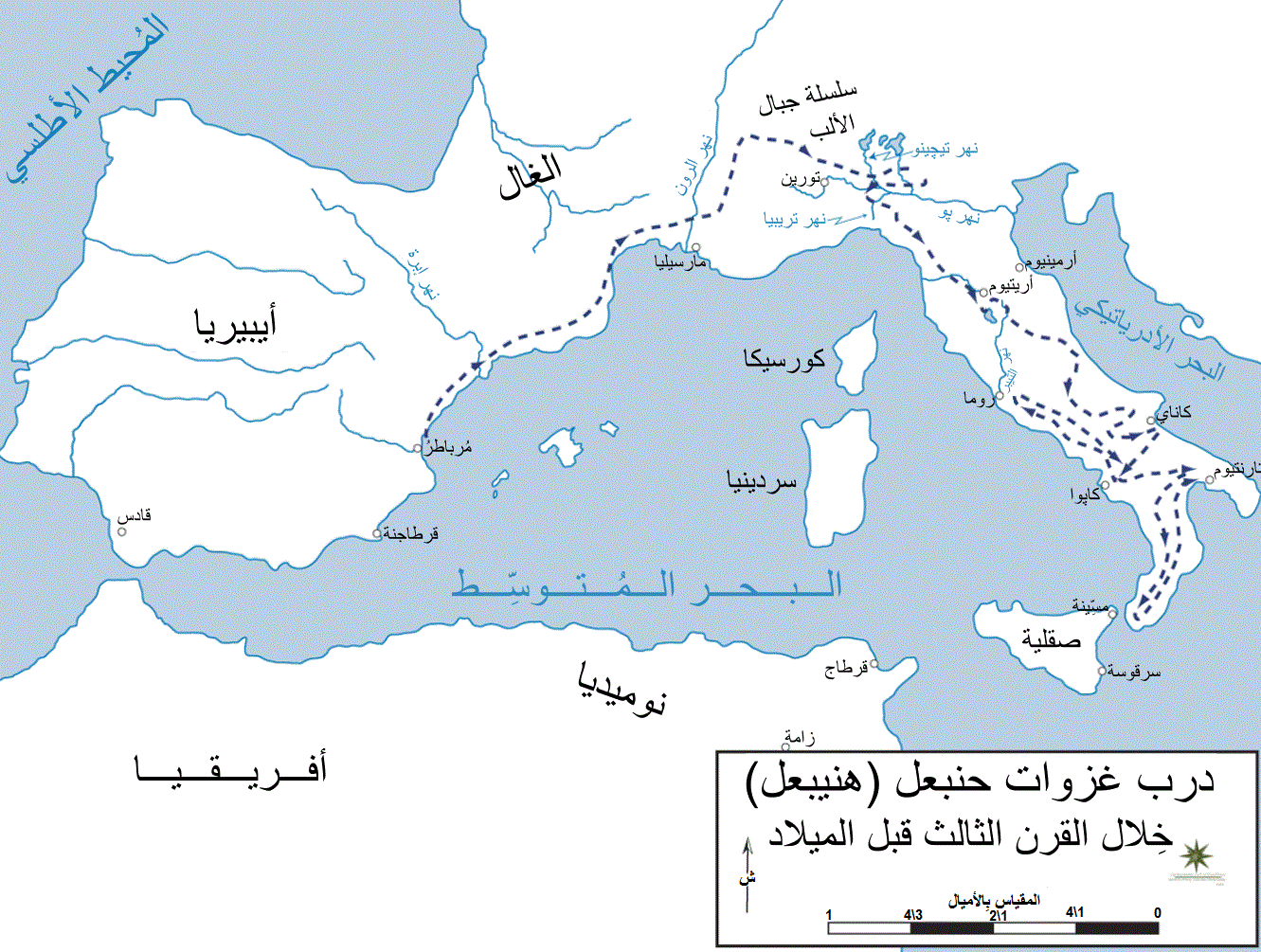
مسار حنبعل أثناء زحفه على روما، قسم التاريخ، الأكاديمية العسكرية الأمريكية

-كانت هيئة أركان جيشه تتكون من: ماجو برقة، وماهربعل قائد سلاح الفرسان البونيقي، الذي تقلد هذه القيادة منذ عهد والد حنبعل أميلكار برقه، ويكن له حنبعل حبا فائقا، وهيرت، وسينهالوس المصري كبير الأطباء، والاغريقيين سوسيلوس، ووسلينوس، وبوح الهندي منجم الحملة، والاسبرطي سوسيليوس الذي علم حنبعل اليونانية.

### غزو روما وعبور جبال الألب

تصوير هانيبال وجيشه أثناء عبورهم جبال الألب خلال الحرب البونية الثانية.

-في سنة 214 ق.م قرر حنبعل التقدم بجيشه بعد أن ترك شقيقه صدربعل على رأس ولاية قرطاجنة بهسبانيا التي كانت تابعة لامبراطورية قرطاج.
-وقد قرر حنبعل الإسراع في بدء حملته البرية، بعد أن وصلته أنباء من جواسيسه بأن الرومان يستعدون لتطبيق خطة بنقل الحرب إلى أفريقيا في عقر دار قرطاج.
-كان حنبعل يقول لقادة أركان جيشه: في حالة وصولنا لنهر البو قبل فوات الأوان، نستطيع أن نمسك بتلابيب جيوش الغزو الرومانية داخل إيطاليا نفسها، فلا تصبح مدينة قرطاج ميدانا للحرب، وحينئذ تقع تكاليف الحرب ولأول مرة، على الرومان وعلى بلادهم فيكتوون بآلامها، ويحرقون بنارها... فالسرعة ثم السرعة.

### معركة تيسينيوس
وخاض حنبعل أول معركة وهي معركة تيسينيوس التي دارت على شواطئ نهر تسينو. حسمها حنبعل لصالحه بخطة سريعة لعب فيها الفرسان البونيقيون دورا حاسما عندما طوقوا من الخلف كتائب الرومان الثقيلة بحيث لم تصمد برماحهم الطويلة أمام حراب القرطاجيين القصيرة والخفيفة والنافذة، وما هي إلا لحظات حتى سقط القنصل ببليوس قائد الجيش تحت سنابك خيل هؤلاء الفرسان المردة. عاد هذا القنصل لروما جريحا وهو يردد لخاصته كيف وقع من صهوة جواده وسط فرسان غرباء لم ير مثلهم في حياته من قبل في سرعة الكر والفر، ويقصد الفرسان.

### معركة تريبيا

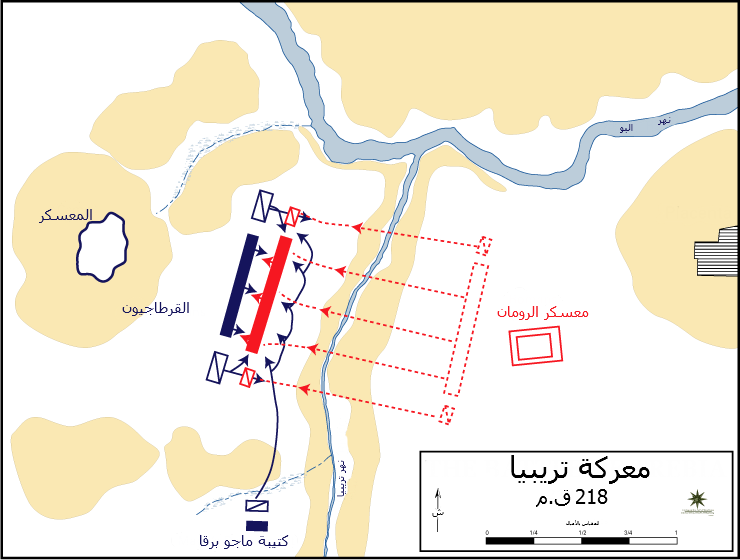
مخطط للتكتيكات المستخدمة في معركة تريبيا

ووجهت روما جيشا ثانيا ضخما بقيادة قنصل جديد هو تيبيريوس سامبرونيوس لمسح هزيمة معركة تسينو، وأعد حنبعل له فخا على ضفاف نهر تريبيا حيث دارت معركة تريبيا حسمها حنبعل باختيار مكان المعركة وهو سهل غمره الفيضان فأوحلت تربته ولم يره خصمه، اختاره وهو يردد قول أبيه حملقار برقة: دع الأرض تقاتل عنك.
أمر حنبعل خمسمائة من خيرة الفرسان النوميديين وأصدر توجيهاته لقائدهم فقال له: توجهوا في بداية الليل إلى معسكر العدو، اقتربوا من خنادقهم راكضين، وعندما يتصدى لكم فرسانه، التحموا معهم في معركة، ثم ولوا هاربين ممثلين اندحارا، فسيتبعكم العدو، وجهوه عند ذلك السهل الضحل حيث الكمين. ووقع القائد الروماني في الفخ.. وانطلقت المعركة فأعطى القنصل الأمر ببدء المعركة بتعقب النوميديين المراوغين... وهُزم الرومان شر هزيمة.
وأهم ما أسفرت عنه هذه المعركة تحالف حنا بعل مع شعب غال سيسالبين وانضم له في الشهرين التاليين 14000 من مقاتليهم الأشداء، فاستقبلهم وهو يردد قولته المشهورة: إذا أحرزت نصرا انضم إليك الجميع حتى خصومك، أما إذا حاقت بك الهزيمة تخلى عنك حتى محبوك.
وبعد انقضاء شهري الشتاء قرر التوجه جنوبا نحو روما، ووقع في مستنقعات، وانتشرت الحمى بين جيشه وفقد نتيجة لإصابته بها إحدى عينيه.

### موقعة ترازايمين

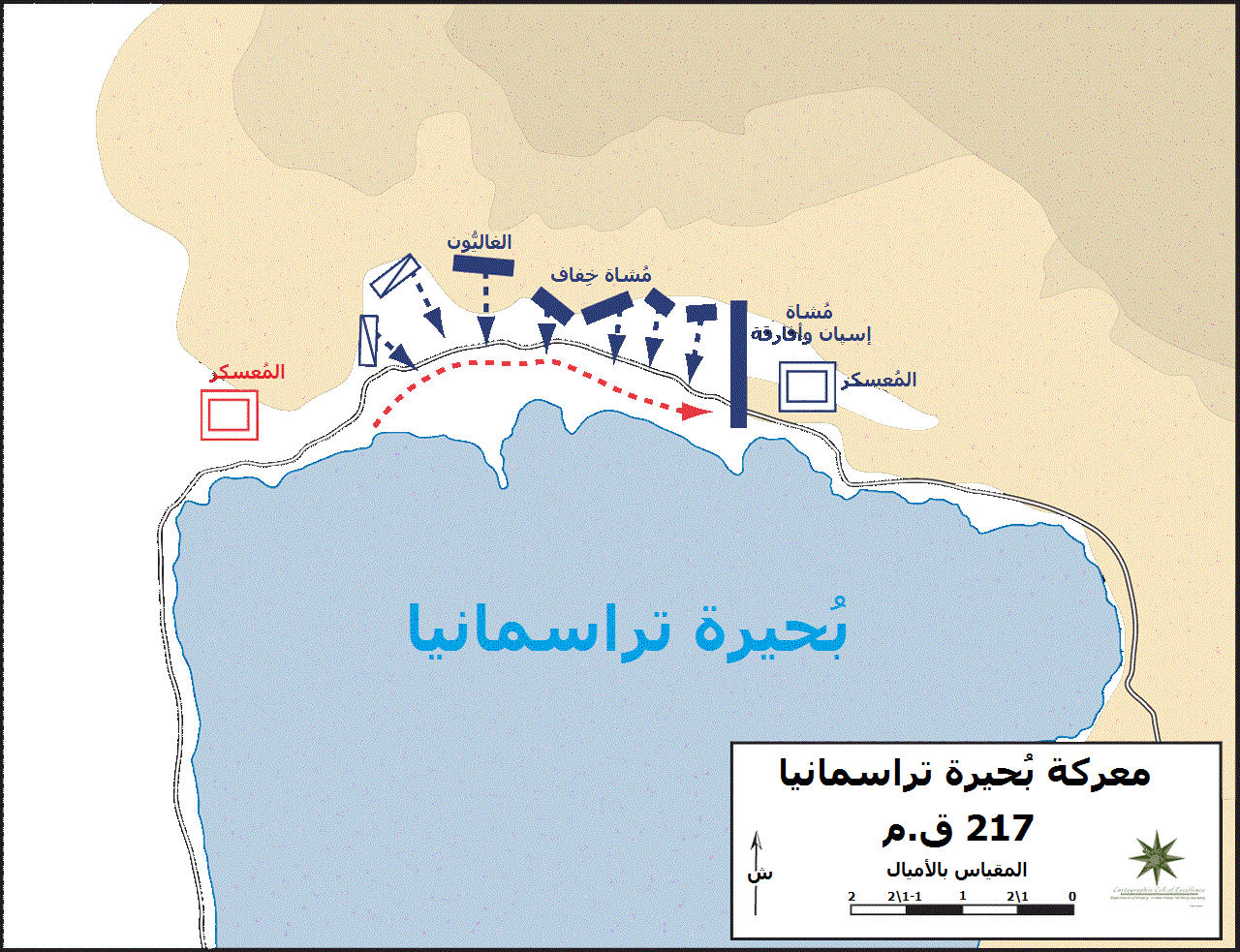
رسم تخطيطي لمعركة بحيرة تراسمانيا

في اليوم الحادي والعشرين من شهر حزيران ـ يونيو 217 ق.م. تقدم جيش روماني ضخم تعداده أربعون ألفا بقيادة جايوس فلامينيوس نيبوس نحو بحيرة ترازايمين تحت رقابة الفرسان البونيقيين، كان يلفه ضباب كثيف، وكان حنبعل قد رصده بواسطة جواسيسه من بعيد، وترصد للمكان الذي سيخرج منه وهو يسيطر على المرتفعات التي تشرف على مكان مروره. وفجأة ومن خلال الضباب هاجم القرطاجيون من مواقع مثالية، فكانت الصاعقة المفاجئة تحل على رؤوس الرومان.
وأرسل حنبعل بسائر فرقه لتهاجم في وقت واحد، وكان يراقب من موقع عال فوق الطرف الأقصى من طريق البحيرة، وسد فرسان ماهربعل النوميديون، مصحوبين بمشاة الأفارقة، مدخلَ شاطئ البحيرة الهلالي الشكل. وهكذا وقع القنصل في نفس المصيدة الذي كان ينوي إيقاع حنبعل فيها. وأطبقت كماشة الجيش القرطاجي من كل ناحية، بحيث لم تجد كتائب الرومان مجالا للمناورة ولا حتى للهروب. وما كادت تحل الساعة العاشرة صباحا حتى كانت موقعة بحيرة ترازايمين قد انتهت. وصار بذلك ستة آلاف من الجنود الأشداء أسرى حنبعل. وهكذا تمكن الجيش القرطاجي الذي أنهكته الحمى قبل أيام، بجياد هزيلة من إبادة جيش قوي خارج للتو من معسكراته ينعم بالصحة والعافية، تمكن من هزمه وأسر خمسة عشر ألفا من خيرة جنوده. وأطلق سراح الأسرى من الشعوب الأخرى وهو يقول لهم: ما جئت لأشن الحرب على الشعوب المستعْمَـرة، بل ولا حتى على الإيطاليين، وإنما جئت لأساعد الجميع ضد حكام روما الظالمين.
تجمعت جماهير روما بساحة الفوروم، بعد أن وصلت أنباء كوارث الهزائم. وبقيت أبواب مجلس الشيوخ مغلقة أمام الجماهير، وبعد طول إلحاح خرج إليهم القنصل بومبونيوس ماثو بمفرده واعتلى درج مدخل المجلس، وألقى عليهم خطابا يتكون من اثنتي عشرة كلمة: لقد قهر العدو جيوش روما في موقعة عظيمة مات فيها أحد القنصلين.

### موقعة كاناي العظمى

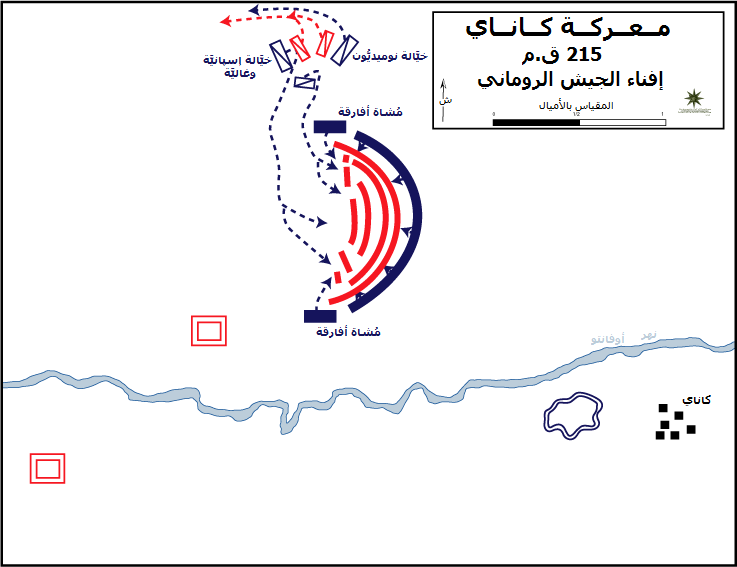
تدمير الجيش الروماني، قسم التاريخ، الأكاديمية العسكرية الأمريكية.

واستمرت القوات الرومانية في تكتيك العرقلة، لكن حنبعل بمجرد أن تأكد أن جنوده أخذوا ما ينبغي أخذه من الراحة، واستوعبوا تدريبات عالية، قرر المرور إلى الاستدراج، وخلق سائر الظروف على مدى أشهر لموقعة كاناي العظمي التي بدأت في فجر اليوم الثالث من شهر آب ـ أغسطس سنة 216 ق.م. قام حنبعل بمناورات على مدي أشهر جعلت العدو يحرك قوات جبارة إلى كاناي.
كان ماركوس روفوس صغير السن، وقام حنبعل بمناورة فهم منها الضابط الروماني أنه صار يخاف المواجهة ويهرب. وهكذا انطلت عليه مناورة حنبعل الذي أظهر تقهقرا منهزما زيادة في اتقان حبكة الاستدراج الكبير الذي يعده لخصمه المغرور. كان حنبعل يقود جيشا من أربعين الفا، بينما كان جيش عدوه يتجاوز المائة ألف، نصفهم من المجندين حديثا، واعتبر أنه أقوى جيش على الإطلاق جمعته روما في تاريخها. وزيادة في الخديعة قام الفرسان النوميديون في خفة الأشباح بغارة صدتها القوات الرومانية بنجاح، وتقهقر الفرسان مظهرين انهزامهم، فقرر عند ذاك القنصلان فارو وأميليوس مطاردة العدو المنهزم، وتقهقر القائد ماهربعل عبر نهر أوفيدوس هاربا وجيشا القنصلين بتعقبانه، وضيق عليهما الخناق شيئا فشيئا فوق سهل كاناي المكشوف، وذلك في اليوم الثالث من شهر آب ـ أغسطس.
عندما التقى الجيشان أعطى حنبعل إشارة البدء... ووجد الرومانيون أنفسهم يقاتلون في ظروف مزدوجة السوء، كانوا منكفئين بعضهم على بعض، محصورين الكتف إلى الكتف، بينما كان أعداؤهم يحومون حولهم بكامل حريتهم، كانوا منهوكي القوى، يواجهون عدوا متجدد القوة شديد البأس. كان حنبعل يستعمل من بعيد إشارات معينة بدخان منطلق من حزم أعشاب خاصة تطلق دخانا عاليا، وكل عدد من هذه المشاعل الدخانية يعني أمرا معينا. ولم تكد تحل الظهيرة حتى اختفى الفرسان، فلم يبقَ فارس واحد بين مرتفعات كناي والمقر الصخري المرتفع لقيادة حنبعل، وبقيت في هذا الامتداد كتائب مشاة الرومانيين مكدس بعضها على بعض، في كتلة بشرية هائلة صماء. وانطلق الفرسان النوميديون الخفاف كالبرق وعلى رأسهم قائدهم مهر بعل فسدوا ثغرة فرار العدو المنهزم الهارب إلى النهر. وكانت الأرض في سائر الاتجاهات ضد الرومان، وتمعن حنبعل في هذا الموج البشري، وردد، في نشوة، وصية والده حملقار برقا: دع الأرض تقاتل عنك... وترك قادة وحداته ينفذون حرفيا خطته. وأبيد هذا الجيش الضخم.
وعندما طلب منه رجاله أن يستريح أجابهم: ينبغي على الطهاة أن يعدوا وجبة شهية، ويسخروا لها كل فنونهم، وتقدم مصحوبة بالخمر إلى الجنود من سائر الرتب، فقد آن للجيش أن يستريح.
وهنا صاح العجوز ماهربعل في غضب: حنبعل.. اسمع لي جيدا، في خمسة أيام يستطيع الجيش أن يتناول هذه الوجبة في روما نفسها، سيسبقك فرساني كالبرق إليها، فيكتشف الرومانيون بحلولك بينهم من خلال هؤلاء الفرسان المردة قبل أن يعلموا بخروجك إليهم... وتطلع حنبعل مليا في وجه مساعده العجوز، ثم أجابه: هذا مما يسهل قوله، ويبهج القلب سماعه، يا عمنا البطل، لكن إمعان التفكير في الأمر وتقليبه على عدة وجوه، يحتاج إلى وقت طويل. وهنا لم يتمالك ماهربعل نفسه فصاح فيه في غضب، وقال له قولته الخالدة: حنبعل.. لقد حبتك الآلهة بنعم كثيرة، فأنت تعرف كيف تحرز النصر، ولكنك لا تعرف كيف تستخدمه وتستغله... واستمع حنبعل لمساعده العجوز رفيق وصديق والده، ومعلمه سائر أنواع القتال والفروسية والرياضة، تمعن مليا فيه ثم أمر بإطعام الرجال. وعند انتهاء جولته التفتيشية عاد إلى مقر قيادته لينام نوما عميقا بين حراسه.
ويعقب مؤرخو سيرة حنبعل فيجمعون على أنه لو عمل برأي القائد الفارس ماهربعل لتمكن من احتلال روما وتغيير مجرى التاريخ.. بدون حسم سريع ـ مثلما يراه ماهربعل ـ لا أمل في أن يكسب القرطاجيون الحرب في النهاية، لأنهم يقاتلون عدوا في بلاده، يملك تحت يده الشعب والغذاء والمال، بينما هو بعيد عن قرطاج، قطعت عنه الإمدادات من هسبانيا التي تمكن سكيبيو من السيطرة عليها، وعبر البحر المتوسط الذي تسيطر عليه الأساطيل الرومانية سيطرة مطلقة، ولا أمل في أن ترسل قرطاج نجدات عبره لحنبعل. يذكر أنه بعد هذه المعركة أرسل حنبعل إلى قرطاج بثلاثة مكاييل من الخواتم الذهبية التي انتزعها من جثث خمسة آلاف فارس روماني كغنيمة حرب ولتكون رمزا لانتصاره.

## تدمير قرطاج

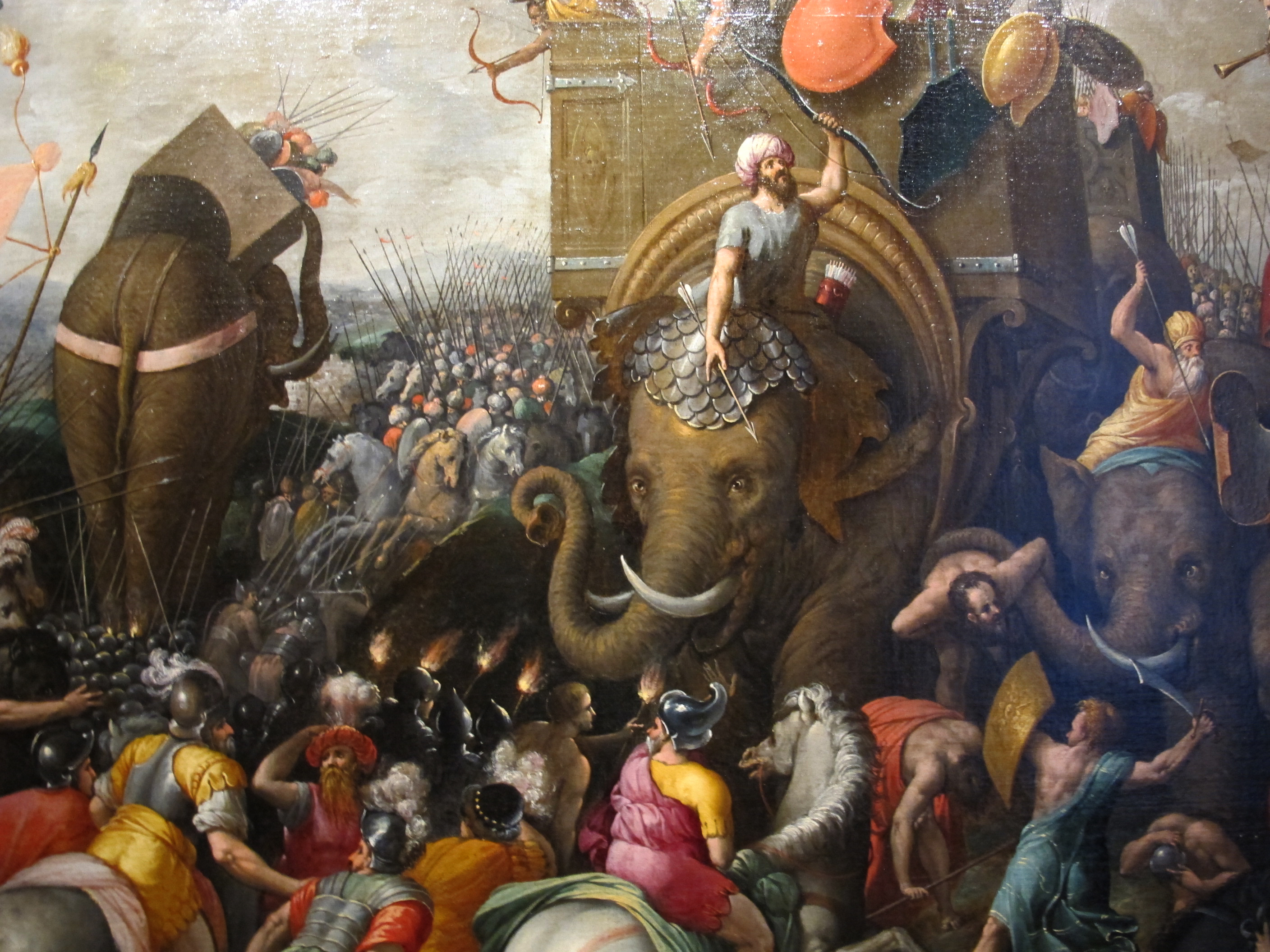
معركة زامة بريشة رسام إيطالي 1567م

انتهت هذه الملحمة البطولية ملحمة الدفاع عن قرطاج. وإذا كانت هذه الحرب أسفرت عن وفاة مدينة، فقد أكدت أن الإنسان أقوى من القهر، وأن إرادته لا تردع بسهولة. ولقد تأثر لهذه المأساة حتى بعض المؤرخين الأوروبيين، يقول وارمنغتون: ألقي سكيبيو أميليانوس نظرة على المدينة التي ازدهرت أكثر من سبعمائة سنة منذ انشائها، والتي حكمت مناطق كثيرة، جزرا وبحارا، وكانت ثرية في السلاح والأساطيل والفيلة والمال، مثل الامبراطوريات العظمى، بل والتي فاقتها في الإقدام والشجاعة الفائقة. فبالرغم من أنها جردت من كافة أسلحتها وسفنها، فقد صمدت أمام حصار شديد، ومجاعة دامت ثلاث سنوات، ووصلت إلى نهايتها بالتدمير الكلي.
ويروي المؤرخ اليوناني بوليبيوس الذي رافق القائد الروماني في عملية التدمير، فيقول: أن سكيبيو أميليانوس بكي تأثرا بما آل له عدوه، فاستعرض أمامه الحقيقة المتمثلة في أن الأفراد والأمم والامبراطوريات نهايتها محتومة، وكذلك نصيب مدينة طروادة العظيمة، ونهاية الامبراطوريات الأشورية، والميدية، والفارسية، والتدمير الأخير لامبراطورية مقدونية الكبيرة. تمعن في هذا كله ثم ردد بقصد أو بدون قصد، كلمات هكتور في الإلياذة هوميروس: (سيأتي اليوم الذي تسقط فيه طروادة المقدسة، وكذلك الملك بريام وجميع رجاله المسلحين معه)، وعندما سأل المؤرخ بوليبيوس، سكيبيو، ماذا تقصد بهذا؟، التفت إليه القائد الروماني وقال بتأثر: هذه لحظة عظيمة يا بوليبيوس.. إن الخوف يتملكني من أن نفس المصير سيكون لوطني في يوم من الأيام.

## من أفكار حنبعل
عندما حاول حنبعل قطع جبال الآلب عمد إلى تدفئة أجساد رجاله أمام النار ثم دهنها بالزيت كي تبقى دافئة. وكان قد قطع جبال الألب راكبا على فيل وبجانبه حصان وعندما سأله أحد مرافقيه: «لماذا معك»، أجاب: «إنّ الفيل قويّ ولكنّه بطيء أمّا الحصان فيتسم بالسرعة وهو أنسب لحال الكر والفر في وقت المعارك». وكان أثناء عبوره لجبال الألب إذا اعترضت سيره صخرة كبيرة تسد أمامه الطريق عمد إلى تسخينها بالنار ثم صب الخمر فوقها حتى تتصدع وتتفتت. ومن حيله الشهيرة أنه في إحدى الليالي أراد الجيش الروماني تطويق القرطاجيين ليلا وأخذهم على حين غرة ولكن حنبعل تفطن للشرك الذي كان يقع تحضيره فأمسك بقطيع من الأغنام وربط في قرونها المشاعل الملتهبة ثم أطلقها فلما رأى الرومان المشاعل ظنوا أن الجيش القرطاجي يتحرك ليلا فذهبوا وراءهم بينما كان حنبعل وجيشه يعبرون الطريق بسلام. وقد كان أحيانا يتموه بشعر مستعار ويذهب لاستقصاء أخبار العدو بنفسه وكان يملك شبكة كبيرة من الجواسيس.

### حنبعل وسكيبيو الإفريقي
امتاز حنبعل عن سكيبيو الإفريقي بـ:
- شخصيته الماكرة.
- التفوق الاستراتيجي.
- المرونة أثناء المعارك.
- سجله الخالي من الهزائم أمام الرومان لفترة طويلة.
- رحلته إلى إيطاليا عبر جبال الألب والتي تعتبر مغامرة عسكرية كبرى.

طوال ستة عشر عاما في إيطاليا، قاد حنبعل قواته محققا ثلاث انتصارات كبرى، جعلت روما في حالة من الفوضى والخوف. كما كانت معارك تريبيا وبحيرة تراسمانيا وكاناي دليلاً آخر على كون حنبعل أفضل قائد أثناء الحروب البونيقية.
كان حنبعل مدركاً لكون الرومان يكونون في أفضل حالاتهم عندما يحاربون على أرض أعدائهم، ولهذا السبب قام بهذه الخطوة الجريئة بنقل الحرب إلى بلاد الرومان. من هذا المنطلق، كانت رحلته إلى إيطاليا. استطاع حنبعل استخدام كل الموارد والتكتيكات الحربية لتحقيق النصر، دون أن يترك جانباً واحداً للصدفة.
امتاز حنبعل بقدرته على جمع المعلومات عن الرومان قبل المعارك مما مكنه من وضع خططه العسكرية المحُكمة. كما كان حنبعل قادراً على فرض زمان ومكان المعركة الذان يمكنانه من تحقيق النصر على عدوه.
ظل حنبعل لستة عشر عاما في إيطاليا، قبل أن تستدعيه حكومة قرطاج لحماية المدينة من حملة الرومان الإفريقية. وكانت معركة زامة التي هُزم فيها حنبعل في النهاية من سكيبيو الإفريقي.
في نفس الوقت، لم يكن لسكيبيو نفس قدرة حنبعل على أن يكون مرناً في المعارك، مثلما فعل حنبعل في معركة كاناي. أيضا، كان حنبعل يميل إلى التأكد من أن قواته مجهزة تجهيزا جيدا وكان يعتني بهم، وهو ما لم يكن قط من أولويات سكيبيو. وفي الباب الواحد والعشرين من الفصل الرابع من كتاب «التاريخ الروماني» للمؤرخ الروماني تيتوس ليفيوس (حوالي 60 ق.م-17م) نجد وصفا لخصال حنبعل. يقول المؤرخ الروماني متحدثا عنه «..لم يحصل قط أن وجد ذهن أكثر استعدادا لإنجاز أشد الأشياء تضاربا وللامتثال والقيادة. ولهذا لم يكن من السهل الجزم إن كان القائد العام أم الجيش هو الذي يحبه أكثر. فلم يكن هنالك قائد يفضله عزربعل لإنجاز أي عمل شجاع وحازم أو قائد شعر معه الجنود بأكثر ثقة وجرأة. وقد توفر لحنبعل أكبر قدر من الأقدام لمجابهة الأخطار وأكبر قدر من الحكمة أثناء الأخطار نفسها ولم يكن أي جهد قادرا على إرهاق جسمه أو إحباط عزيمته. أما في ما يتعلق بالأكل والشرب فقد كان يقف عند حد الكفاية ولا يبحث عن المتعة ولم يكن يميز بين الليل والنهار في ما يتعلق بالسهر والنوم فلقد كان يخصص للراحة ما توفر له من الوقت بعد إنجاز أعماله ولم يكن يشترط للنوم فراشا وثيرا ولا هدوءا فلقد شاهده الكثير عديد المرات متدثرا بمعطف جندي ومستلقيا بين العسس ومراكز الحراسة. وكانت ثيابه عادية ولم يكن يتميز عن بقية الجنود إلا بأسلحته وخيله. وقد كان أحسن الفرسان وأحسن المشاة وكان أول المتقدمين إلى المعركة وآخر المنسحبين منها.» 

## وصلات خارجية
- حنبعل على موقع الموسوعة البريطانية (الإنجليزية)
- حنبعل على موقع إن إن دي بي (الإنجليزية)